# 森光子を生きた女〜日本一愛されたお母さんは、日本一寂しい女だった〜
『森光子を生きた女 〜日本一愛されたお母さんは、日本一寂しい女だった〜』（もりみつこをいきたおんな にっぽんいちあいされたおかあさんは、にっぽんいちさびしいおんなだった）は、「フジテレビ開局55周年スペシャルドラマ」として同局系「金曜プレステージ」枠で2014年5月9日に放送された日本のテレビドラマ。主演は仲間由紀恵。女優・森光子の生涯の一幕を描いたものである。
フジテレビ開局55周年特別番組である。

## 概要
作品は大阪の喜劇役者時代（26歳）から、『放浪記』で芸術祭賞を受賞（42歳）するまでを中心に構成され、脚色を加えたフィクションとなっている。「“女性としての幸せ”と“女優としての幸せ”との間での苦悩」がドラマのテーマとなっている。森と親交のあった黒柳徹子がナレーションを担当する。
ドラマでの劇中劇『放浪記』での「カフェー寿楽のシーン」では、実際に森が着る予定だった新調の衣装を仲間が着て演じている。

## 登場人物

### 主要人物
森光子
演 - 仲間由紀恵
大阪の歌手。
岡本愛彦
演 - 藤木直人
NHK大阪放送局のディレクター。
吉田名保美
演 - 市川実和子

柳田武春
演 - ケンドーコバヤシ
森の舞台仲間。
桂木コハル
演 - 久本雅美
大阪の大物喜劇女優。
菊田一夫
演 - 石坂浩二
演劇界を牽引する演出家。

### その他
吉永祥子
演 - 三倉佳奈
綿谷真太郎
演 - ミスターちん
神崎ユージ
演 - 宮地大介
佃都志子
演 - 田根楽子
杉森圭一
演 - 大波誠
- 武岡淳一、川野良子、西慶子、たくませいこ、瀬戸早妃、荻野みかん　ほか

## スタッフ
- ナレーション - 黒柳徹子
- 脚本 - 龍居由佳里
- 企画協力 - 森光子芸能文化振興財団、菊田一樹、菊田伊寧子、塩崎美寧子、東宝、東宝舞台
- 主題歌 - 森光子「カーテンコール」（詞：秋元康　曲：筒美京平）
- 楽曲協力 - 古関裕而、小川寛興、東京演劇音響研究所
- 音源協力 - 日本放送協会
- 映像提供 - クリエーションファイブ
- 写真提供 - 東宝アド、毎日新聞社、朝日新聞社、産経新聞社
- 資料協力 - 映画演劇文化協会、池田文庫、森光子一座記念館
- 技術協力 - バスク
- 美術協力 - フジアール
- スタジオ - 緑山スタジオ・シティ
- 筆耕 - 鈴木啓水、西室多恵子
- アドバイザー - 塚田圭一
- 編成企画 - 太田大
- プロデュース - 栗原美和子
- 演出 - 星田良子
- 制作 - フジテレビ
- 制作著作 - 共同テレビジョン